# Кишмария, Мираб Борисович
Мира́б Бори́сович Кишма́рия (абх. Мираб Борис-иԥа Кишьмариа, груз. მერაბ ბორისის ძე ქიშმარია, часто упоминается как Мераб Борисович Кишмария, род. 3 августа 1961, Очамчирский район) — министр обороны Республики Абхазия. Генерал армии, кандидат военных наук.

## Биография
Родился 3 августа 1961 года в селе Джал или в селе Мокви (Мыку) Очамчирского района.
В 1984 году окончил Алма-Атинское высшее общевойсковое командное училище им. маршала Конева. Офицерскую службу начал командиром роты в 58-й мотострелковой дивизии Туркестанского военного округа.
С июня 1987 по февраль 1989 года проходил службу в составе 40-й армии в составе Ограниченного Контингента Советских Войск в Республике Афганистан командиром роты и заместителем командира мотострелкового батальона.
Впоследствии продолжил службу в 5-й гвардейской мотострелковой дивизии 40-й общевойсковой армии Туркестанского военного округа.
В 1992—1993 годах — начальник отдела охраны общественного порядка Управления внутренних дел Очамчирского райисполкома Абхазской АССР. С началом боевых действий — начальник штаба, затем командующий Восточным фронтом (Очамчырский район).
В послевоенное время проходил службу в должностях заместителя министра обороны по боевой подготовке, военного комиссара республики.
С 2005 года — первый заместитель министра обороны Абхазии.
С 26 июня 2007 года назначен министром обороны Республики Абхазия.
В июле 2008 года окончил Общевойсковую академию Вооружённых Сил Республики Абхазия.
Под руководством М. Б. Кишмарии планировалась и была успешно проведена в марте 1994 года операция по взятию под контроль сёл Лата и Верхняя Лата.
М. Б. Кишмария, будучи министром обороны, организовал подготовку и провёл в 2008 и 2013 годах два юбилейных парада частей и подразделений Вооружённых Сил республики Абхазия в честь 15-й и 20-й годовщины Победы народа Абхазии в Отечественной войне 1992—1993 годов.

## Награды
Генерал армии М. Б. Кишмария награждён многочисленными орденами и медалями в том числе, орденами и медалями Союзных государств.
- Героя Абхазии — За мужество и отвагу, проявленные при защите Отечества, Постановлением Президиума Верховного Совета Республики Абхазия № 54 от 27.09.1994 г.
- Орден «Ахьдз-Апша» (Честь и Слава) I степени — Указом Президента Республики Абхазия № УП-189 от 29.07.2009 года, за выдающиеся заслуги в период Отечественной войны народа Абхазии 1992—1993 годов и большой вклад в укрепление и развитие Абхазской государственности.
- Орден Леона — За успешное осуществление операции Вооружённых Сил Республики Абхазия по освобождению Верхней части Кодорского ущелья от грузинских оккупационных войск Указом Президента Республики Абхазия № УП-73 27.03.2009 г.
- Два ордена Мужества (Абхазия).
- Орден Александра Невского (Россия, 2019 год) — за заслуги в развитии многостороннего сотрудничества с Российской Федерацией[7].
- Орден Красной Звезды — За боевые действия в Афганистане.
- Орден «Звезда» II степени (Афганистан).
- Орден Дружбы (Южная Осетия).
- Орден Почёта (ПМР).
- Медали СССР, РФ, ПМР, Афганистана, Сирии и Абхазии.

## Семья
Женат, имеет четырёх сыновей, две дочери, троих внуков.